# Pähkinäis
Pähkinäis (finska: Pähkinäinen) är en ö i Skärgårdshavet i kommunen Nådendal i den ekonomiska regionen  Åbo ekonomiska region i landskapet Egentliga Finland, i den sydvästra delen av landet. Ön ligger omkring 35 kilometer väster om Åbo och omkring 180 kilometer väster om Helsingfors.
Ön hör till Pakinais by i Rimito,
Öns area är 2,75 kvadratkilometer och dess största längd är 4,4 kilometer i öst-västlig riktning. Ön höjer sig omkring 45 meter över havsytan.
Pähkinäis, Kenkämaa och Koissaari har vuxit samman inte bara med varandra utan också med Iso-Viljari och Pikku-Viljari.
Ön tillhör till största delen Natura 2000-området Pakinaisten saaristo.
På ön finns ett av Åbo stads gamla rekreationsområden.

## Klimat
Inlandsklimat råder i trakten. Årsmedeltemperaturen i trakten är 5 °C. Den varmaste månaden är augusti, då medeltemperaturen är 17 °C, och den kallaste är januari, med −4 °C.